# 비스트워즈 네오
비스트워즈 네오는 아시 프로덕션이 제작한 TV 애니메이션 시리즈로 비스트워즈 세컨드의 후속작이다. 1999년 2월 3일부터 1999년 9월 29일까지 TV 도쿄에서 총 35화로 방영되었다.
대한민국에서는 2000년 10월 26일부터 2001년 3월 8일까지 SBS에서 방영되었다.

## 이야기
라이오 콘보이가 사라진후, 세이버트론의 슈퍼 컴퓨터 벡터 시그마는 유능한 전사 빅 콘보이에게 사이버트론 훈련생과 함께 수색에 나설것을 명령한다. 한편, 새 파괴대제를 자칭하는 마그마트론은 앙골모아 캡슐을 모으기 위해 가이아로 향하게 된다.

## 등장인물
- 빅 콘보이
- 롱랙
- 코라다
- 브레이크
- 마하킥
- 스탬피
- 하인라드
- 나비

## 방영 에피소드
| 회차 | 부제                                             | 본 방송일       | 본 방송일        |
| 회차 | 부제                                             | 일본            | 대한민국         |
| ---- | ------------------------------------------------ | --------------- | ---------------- |
| 1화  | 빅 콘보이 출격하라! (ビッグコンボイ出撃せよ!)    | 1999년 2월 3일  | 2000년 10월 26일 |
| 2화  | 수수께끼의 캡슐을 쫓아라! (謎のカプセルを追え!)  | 1999년 2월 10일 | 2000년 11월 1일  |
| 3화  | 영하의 타오르는 마음 (氷点下の燃える心)          | 1999년 2월 17일 | 2000년 11월 2일  |
| 4화  | 화이팅! 스탬피 (頑張れ!スタンピー)               | 1999년 2월 24일 | 2000년 11월 8일  |
| 5화  | 모래의 신기루 (砂のしんきろう)                   | 1999년 3월 3일  | 2000년 11월 9일  |
| 6화  | 공룡합체! 마그마트론 (恐竜合体マグマトロン)      | 1999년 3월 10일 | 2000년 11월 15일 |
| 7화  | 미로 속의 결투 (迷路の中の決闘)                  | 1999년 3월 17일 | 2000년 11월 16일 |
| 8화  | 블랙홀의 위기 (ブラックホールの危機)             | 1999년 3월 24일 | 2000년 11월 22일 |
| 9화  | 부사령관 롱랙 (副司令ロングラック)               | 1999년 3월 31일 | 2000년 11월 23일 |
| 10화 | 이야! 먹지 못하겠어 (ワー!食べられちゃった)      | 1999년 4월 7일  | 2000년 11월 29일 |
| 11화 | 때의 행성 (時の惑星)                             | 1999년 4월 14일 | 2000년 12월 6일  |
| 12화 | 외톨이의 하이드라 (一人ぼっちのハイドラー)       | 1999년 4월 21일 | 2000년 12월 7일  |
| 13화 | 브레이크는 데스트론? (ブレイクはデストロン?)     | 1999년 4월 28일 | 2000년 12월 13일 |
| 14화 | 항해 일지 (총집편) (航海日誌)                    | 1999년 5월 5일  | 2000년 12월 14일 |
| 15화 | 마하킥 입대 지원!? (マッハキック入隊志願!?)      | 1999년 5월 12일 | 2000년 12월 20일 |
| 16화 | 최강무기의 별 (最強兵器の星)                     | 1999년 5월 19일 | 2000년 12월 21일 |
| 17화 | 곤란한 DNAVI (困ったDNAVI)                       | 1999년 5월 26일 | 2000년 12월 27일 |
| 18화 | 돌격! 랜디 (突撃!ランディー)                     | 1999년 6월 2일  | 2000년 12월 28일 |
| 19화 | 물리학자 뱀프 (物理学者バンプ)                   | 1999년 6월 9일  | 2001년 1월 3일   |
| 20화 | 하드헤드는 돌머리 (ハードヘッドは石頭)           | 1999년 6월 16일 | 2001년 1월 4일   |
| 21화 | 심해의 일대일 승부!! (深海の一騎討ち!!)          | 1999년 6월 23일 | 2001년 1월 10일  |
| 22화 | 빼앗긴 궁호 (奪われたガンホー)                   | 1999년 6월 30일 | 2001년 1월 11일  |
| 23화 | 열혈교관 서바이브 (熱血教官サバイブ)             | 1999년 7월 7일  | 2001년 1월 17일  |
| 24화 | 모여라! 새로운 전사들 (총집편) (集まれ!新戦士達) | 1999년 7월 14일 | 2001년 1월 18일  |
| 25화 | 수수께끼의 비스트 전사!? (謎のビースト戦士!?)    | 1999년 7월 21일 | 2001년 1월 31일  |
| 26화 | 빼앗겨 버린 캡슐 (奪われたカプセル)              | 1999년 7월 28일 | 2001년 2월 1일   |
| 27화 | 블렌트론을 쫓아라! (ブレントロンを追え!)         | 1999년 8월 4일  | 2001년 2월 7일   |
| 28화 | 분노의 마그마트론 (怒りのマグマトロン)           | 1999년 8월 11일 | 2001년 2월 8일   |
| 29화 | 환상? 라이오 콘보이 (幻?ライオコンボイ)          | 1999년 8월 18일 | 2001년 2월 14일  |
| 30화 | 유니크론 부활!? (ユニクロン復活!?)               | 1999년 8월 25일 | 2001년 2월 15일  |
| 31화 | 유니크론의 야망 (ユニクロンの野望)               | 1999년 9월 1일  | 2001년 2월 21일  |
| 32화 | 싸워라! 사이버트론 (戦え!サイバトロン)           | 1999년 9월 8일  | 2001년 2월 22일  |
| 33화 | 사이버트론의 최후!? (サイバトロンの最期!?)       | 1999년 9월 15일 | 2001년 2월 28일  |
| 34화 | 마지막 싸움 (最後の戦い)                         | 1999년 9월 22일 | 2001년 3월 7일   |
| 35화 | 졸업식!! (총집편) (卒業式!!)                     | 1999년 9월 29일 | 2001년 3월 8일   |

## 주제가

### 일본판
- 오프닝
  1. 너를 지키기 위해
- 엔딩
  1. 손 안의 우주
- 삽입곡
  1. 다 다 다

### 한국판
- 오프닝

- 주제가 작곡 : 작은별
- 노래 : 한진형, 김정인

- 엔딩

- 주제가 작곡 : 작은별
- 노래 : 한진형, 김정인